# Gorliz
Gorliz (spanisch Górliz) ist eine Gemeinde mit 6.015 Einwohnern (Stand: 2024) in der Provinz Bizkaia im spanischen Baskenland. Die Gemeinde besteht neben dem Hauptort Gorliz aus den Ortschaften Elexalde, Andra Mari, Urezarantza, Gandia, Areatza, San José, Guzurmendi und Orabille.

## Geographische Lage
Gorliz befindet sich an der Küste zum Golf von Biskaya (Costa Vasca) mit dem Ästuar des Río Plentzia im Westen.

## Einwohnerentwicklung
| 1900 | 1910 | 1920 | 1930 | 1940 | 1950 | 1960 | 1970 | 1981 | 1991 | 2001 | 2011 | 2021 |
| ---- | ---- | ---- | ---- | ---- | ---- | ---- | ---- | ---- | ---- | ---- | ---- | ---- |
| 865  | 1100 | 1325 | 1516 | 1516 | 1733 | 1924 | 2324 | 3205 | 2917 | 4386 | 5515 | 6022 |

## Sehenswürdigkeiten
- Kirche der unbefleckten Empfängnis (Iglesia de Purisima Concepción)
- Kapelle Mariä Schnee (Ermita de Andra Mari de Agirre y de las Nieves)
- Meersanatorium
- Leuchtturm

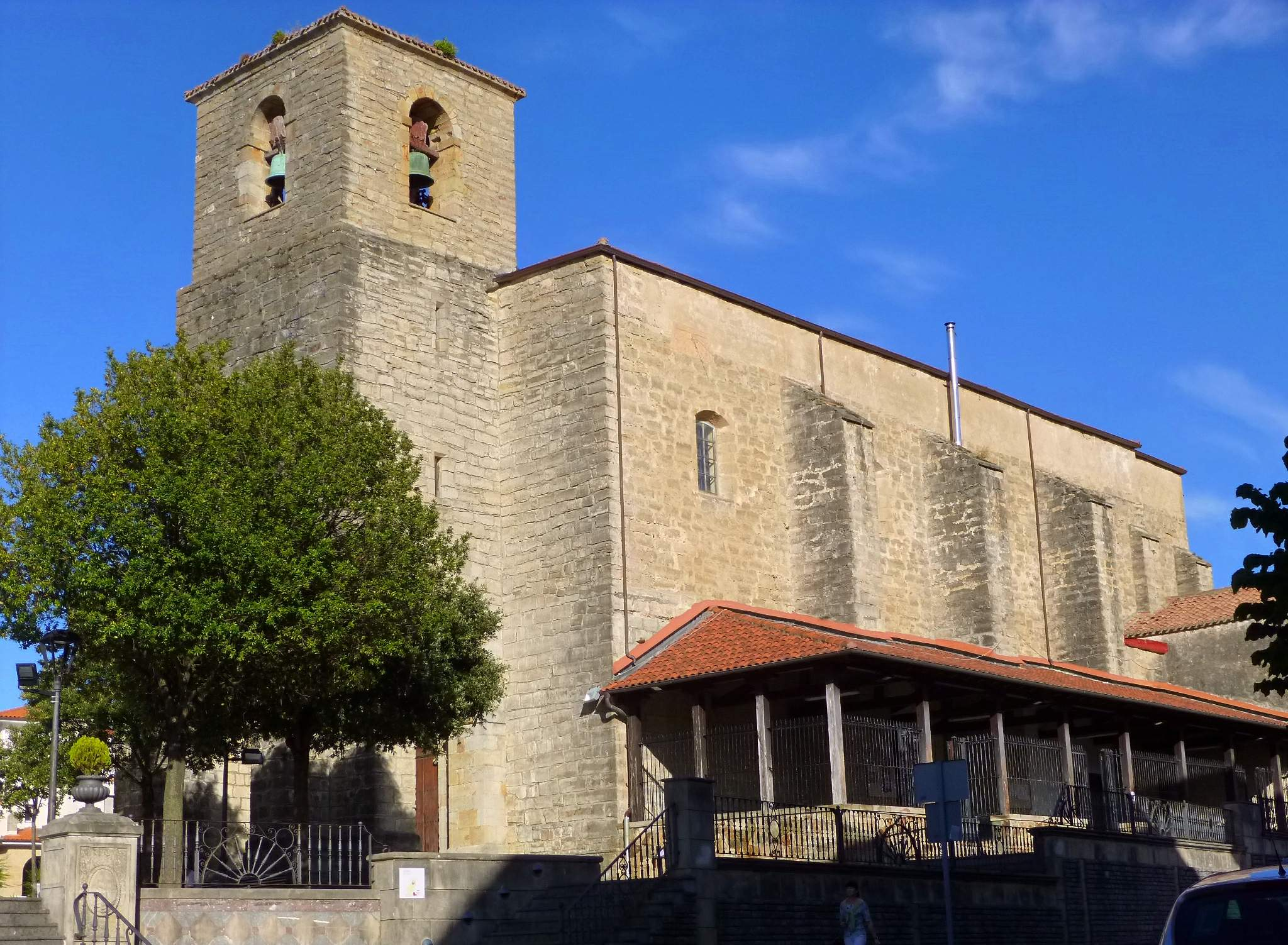
Kirche der Unbefleckten Empfängnis
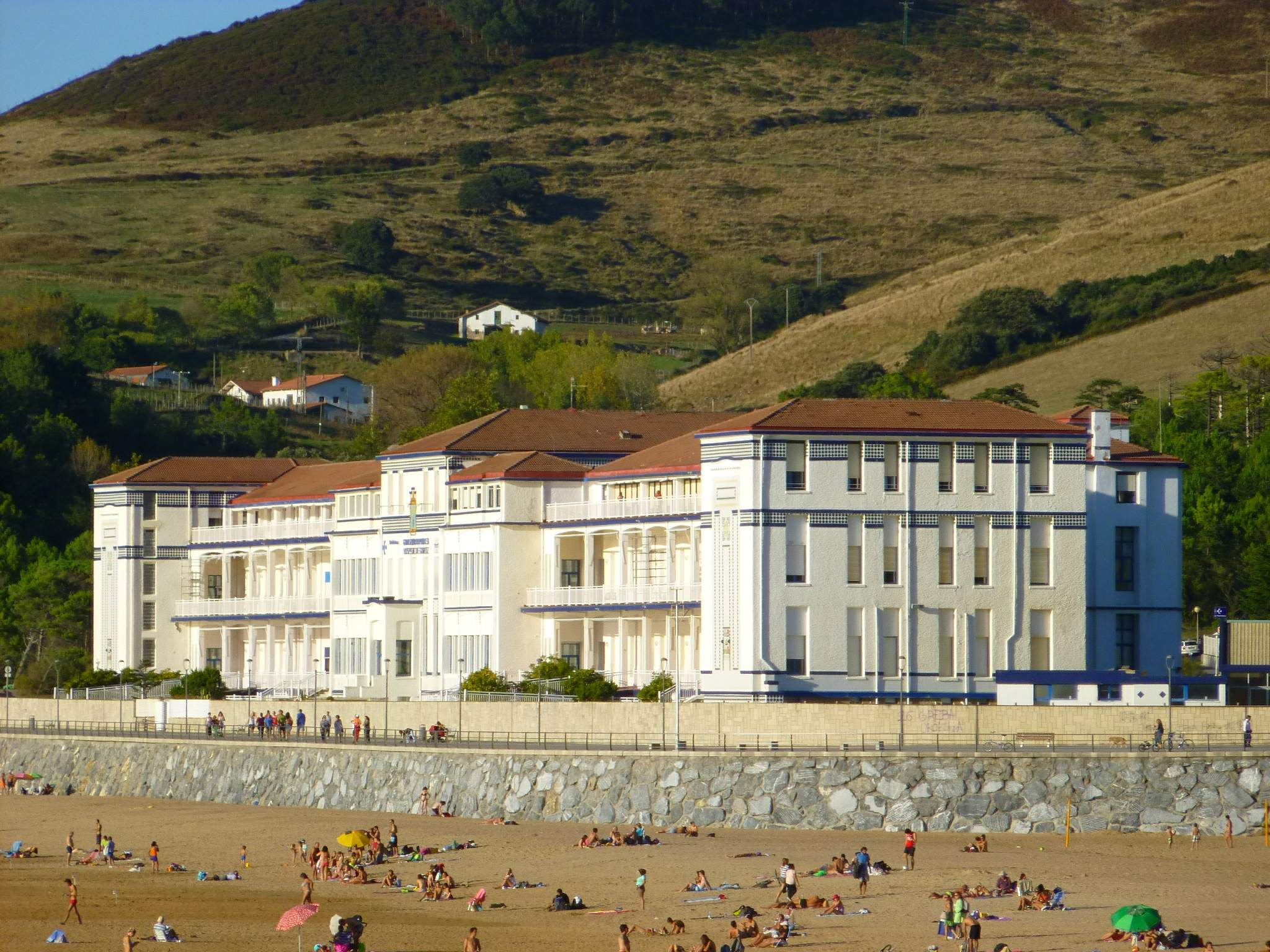
Sanatorium
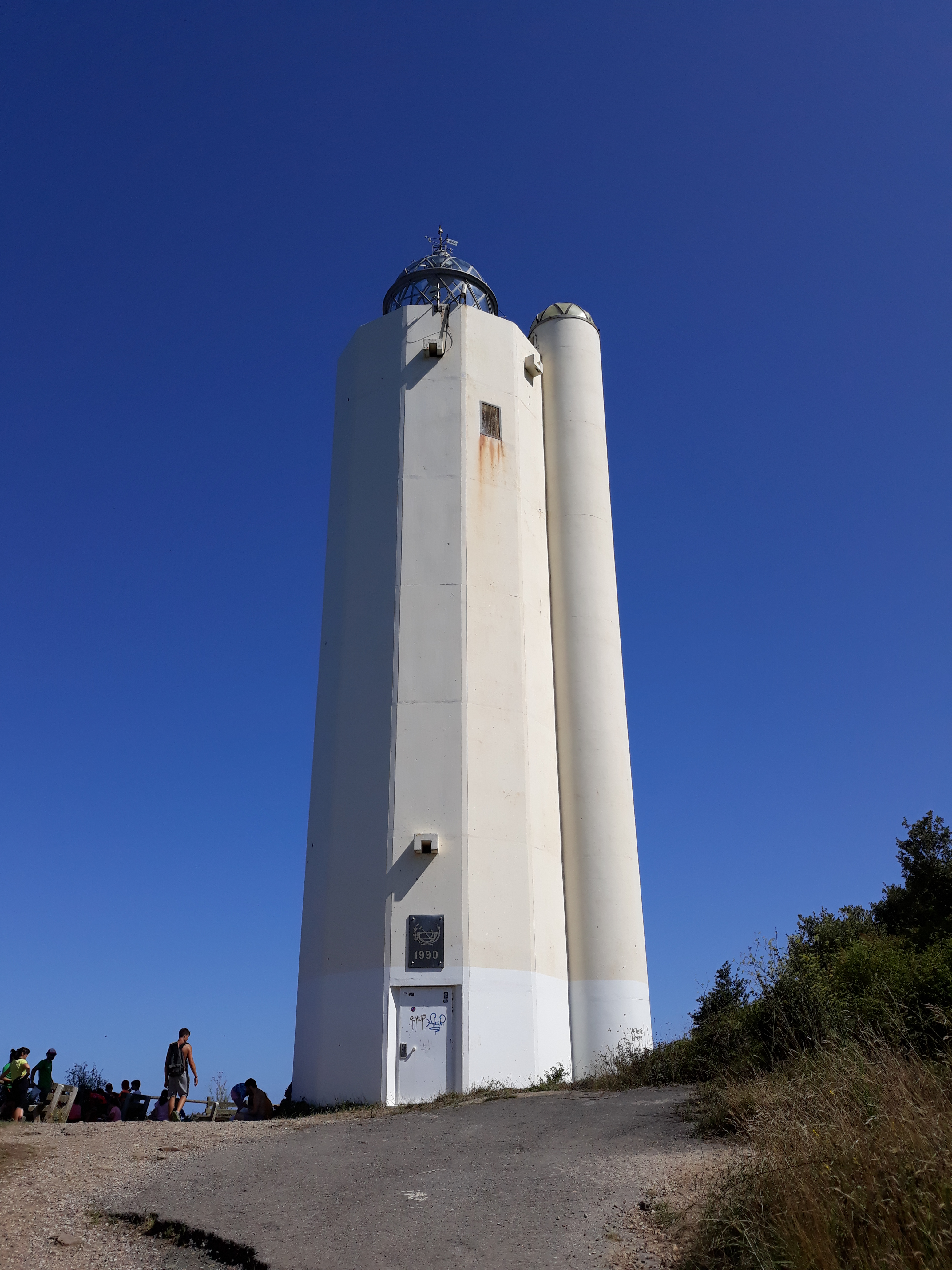
Leuchtturm
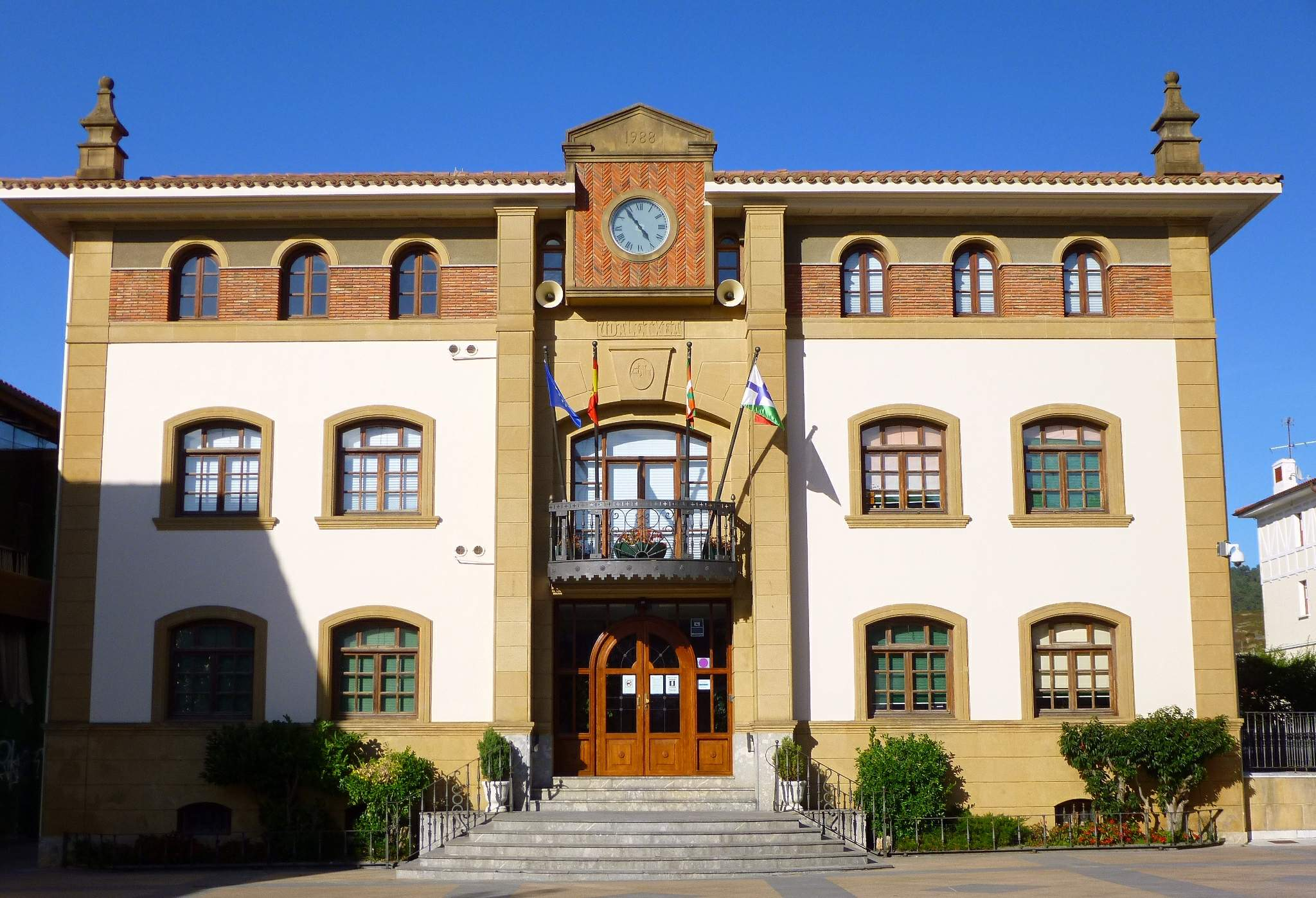
Rathaus

## Söhne und Töchter
- Herri Torrontegui (* 1967), Motorradrennfahrer
- Iker Undabarrena (* 1995), Fußballspieler
- Maddi Aalla (* 1997), Handballspielerin